# 西里爾六世 (亞歷山大教宗)
亞歷山大教宗西里尔六世（1902年8月8日一1971年3月9日），第116任亞歷山大科普特正教教宗，於1959年5月10日至1971年3月9日。

## 生平

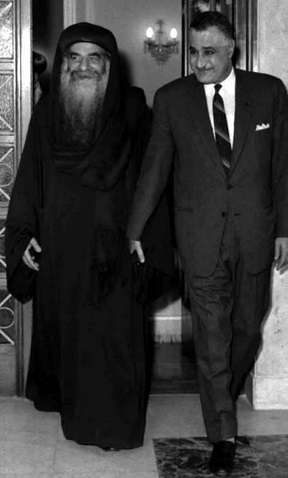
西里尔六世與埃及总统纳赛尔，於1967年合照。

出生於埃及達曼胡爾一个科普特东正教家庭。在辞任公务员工作後，於1927年7月加入神職，在1928年進入Paromeos修道院。
1959年5月10日成為亞歷山大科普特正教牧首，1965年西里尔六世主持在埃塞俄比亞首都阿迪斯阿貝巴推動教會现代化。
1968年6月，獲得圣马可的聖遺物，並為其在开罗建立圣马可主教座堂，當時埃及總統纳赛尔及埃塞俄比亞皇帝海爾·塞拉西一世均出席了儀式。同年，西里尔六世等確認見證圣母玛利亚靈體出現在埃及聖母教堂。
1971年3月9日，西里尔六世逝世。 欣諾達三世曾經谈到他：「在教會历史中没有人能像西里尔六世般能為如此多仪式祈祷，他為超过12,000次仪式祈祷。这从来没发生在之前的牧首或僧侣。他的奇妙在於他的祈祷。」 

## 参看
- 亞歷山大科普特正教教宗列表
- 科普特人
- 埃及人